# 하프색 엡스
킵 하프색 엡스 (Kip "Half-Sack" Epps)는 미국 FX Networks 드라마 썬즈 오브 아나키에 등장하는 등장인물이다.
하프색이란 말은 한국어 번역에서는 '반(半)불알'이라는 말로 옮겨졌는데, 이는 킵 하프색 엡스가 이라크 전쟁 파병 군인 출신으로 전장에서 폭탄 파편으로 신체 불구자가 되었음을 뜻한다.
차밍타운 샘크로의 견습 조직원으로 활동했으며 정식 조직원 승급을 앞두고 타라 놀즈, 아벨 텔러를 지키던 중 IRA 미국 내 잔당에 의해 살해당한다.